# 朱春和
朱春和（1917年—2007年），男，山东寿光人，中华人民共和国军事人物，中国人民解放军少将，曾任中华人民共和国邮电部副部长。